# NGC 7189
NGC 7189 este o hi (21cm) source⁠(d) situată în constelația Vărsătorul. A fost descoperită în 12 octombrie 1863 de către Albert Marth. Se află la o distanță de 116,95 megaparseci de Pământ.